# Prudî, Putîvl
Prudî (în ucraineană Пруди) este un sat în comuna Safonivka din raionul Putîvl, regiunea Sumî, Ucraina.

## Demografie
Componența lingvistică a localității Prudî
     Ucraineană (92,81%)
     Rusă (6,88%)
     Alte limbi (0,31%)
Conform recensământului din 2001, majoritatea populației localității Prudî era vorbitoare de ucraineană (92,81%), existând în minoritate și vorbitori de rusă (6,88%).